# Caminito de gloria
 Caminito de gloria  es una película argentina en blanco y negro dirigida por Luis César Amadori sobre su propio guion escrito en colaboración con Francisco Oyarzábal que se estrenó el 20 de septiembre de 1939 y que tuvo como protagonistas a Libertad Lamarque, Roberto Airaldi y Miguel Gómez Bao. El título del filme hace referencia a la canción Caminito de Juan de Dios Filiberto en cuya letra se inspiró lejanamente el argumento. 
Amadori realizó una nueva versión en 1960 bajo el título de  Mi último tango, ' rodada en España a colores y teniendo de protagonistas a Sara Montiel, Maurice Ronet e Isabel Garcés. 

## Sinopsis
Una joven viaja con su tío a la ciudad, donde trabaja con una cantante a la que deberá sustituir. Más tarde queda ciega.

## Reparto
- Libertad Lamarque
- Roberto Airaldi
- Miguel Gómez Bao
- Emperatriz Carvajal
- Rodolfo Zenner
- José Antonio Paonessa
- Percival Murray
- Juan Ricardo Bertelegni (Semillita)
- Orquesta Hawaian Paradise
- Amelia Lamarque

## Comentarios
Para Calki en su crónica de El Mundo el filme es:

”Marco profuso para el lucimiento de Libertad Lamarque…Destaca Caminito de gloria su sólida factura técnica y su brillante presentación; hay decorados como los que reconstruye un transatlántico o el casino de Urca, en Río, de proyecciones extraordinarias”

La crítica de La Nación dijo:

”Le falta vigor, verosimilitud y originalidad aún en su género narrativo de tono menor, sin pretensiones, pero posee al menos simpatía humilde.